# 孔泉
孔 泉（こう せん）は、中華人民共和国の外交官。駐フランス大使。報道局長などを務めた。

## 経歴
インドニューデリー出身だが、広東省出身（原籍）とする資料もある。孔子の76代目の子孫といわれる。父の孔邁（孔迈）は新華社高官で、父の勤務地であったニューデリー生まれ。幼少期にフランス語を学び、ベルギー留学を経て外交部に入部。
フランス語を活かせるベルギー大使館職員としての勤務を皮切りに、フランス国家行政学院（ENAエナ）研修を挟んで西欧州局でキャリアを重ね、2000年には副局長に就任する。この間、1996年から1999年はフランス大使館参事官を務め、2000年から1年間、天津市塘沽区党委員会の常務委員の任に就く。
2001年11月、チュニジア大使に転出する朱邦造局長の後任として報道され、朱邦造が会見で事実と認める。2002年1月29日より報道局長として記者会見を主催する。日中関係が激しく変動する中、中国の代弁者である彼の発言が日本人の反中感情を煽る一因となった。
2006年3月、古巣である欧州局局長への異動が外交部のサイト、報道で判明する。後任は副局長の劉建超。8月、報道などを主管する部長助理（外務次官補）に昇進、一段高いところから報道局を見る立場となった。欧州局長はそのまま兼任。
2008年3月からはフランス大使を務めている。